# David Morf
David Morf (≈ 27. August 1700 in Zürich; † 15. August 1773 ebenda, Bürgerort Nürensdorf) war ein Schweizer Baumeister des 18. Jahrhunderts.

## Leben und Werk
David Morf wurde als Sohn des Kupferstechers Johann Caspar Morf und seiner Ehefrau Elisabeth Zuber geboren. 1714 begann er eine Maurerlehre bei seinem späteren Schwiegervater David Schneider. 1724 heiratete er dessen Tochter Anna Schneider. 1724 machte sich Morf als Meister selbständig. 1759 Zwölfer der Zunft zur Zimmerleuten und von 1763 bis 1672 Obervogt in Neunforn.
Seine Bedeutung für die Architekturgeschichte seines Landes liegt darin, dass sich mit ihm die sogenannte Rokoko-Architektur in Zürich durchsetzte.  Morf, der mit der zeitgenössischen Architektur Frankreichs und Österreichs vertraut war,  galt als bedeutendster und vielbeschäftigter Architekt im Zürichs des 18. Jahrhunderts.
Morf baute in Zürich  1742 das Zunfthaus zur Schuhmachern, von 1751 bis 1757 das Zunfthaus zur Meise, ein französischer Flügelbau mit kleinem Ehrenhof und 1766 bis 1770 das Palais Haus zur Krone (mit dem Barockgarten Rechberg). Nicht ausgeführt wurde sein Entwurf für den Neubau des Helmhauses (1760). 1767 war er mit dem Umbau des Landhauses Seehalde in Meilen beauftragt.